# Susan Lucci
Susan Victoria Lucci (Scarsdale, Nueva York, 23 de diciembre de 1946) es una actriz estadounidense principalmente reconocida por su papel como Erica Kane en el serial televisivo All My Children, transmitido entre 1970 y 2011.
Por su desempeño en dicho programa, periódicos como TV Guide, New York Times y Los Angeles Times han hecho referencia a su persona como la "Primera Dama del daytime" por su ininterrumpido trabajo en la televisión. Mantiene el récord de ser la intérprete con mayor número de nominaciones (21 a la fecha) a los Premios Daytime Emmy en la categoría de mejor actriz de una serie de drama, aunque solo lo ganó una vez, en 1999. En 2008 participó en el programa de telerrealidad Dancing with the Stars. En fechas recientes, sus apariciones en series y programas televisivos siguen siendo frecuentes.

## Vida personal
Susan Lucci nació el 23 de diciembre de 1946 en Scarsdale, Nueva York, Estados Unidos. Su padre, Victor Lucci, es de ascendencia italiana, y su madre, Jeanette, es de ascendencia sueca. Cursó sus estudios en el Garden City High School, en Garden City, Nueva York, donde se graduó en 1968.
En 1969, un año después de graduarse, trabajó como extra en la película Goodbye, Columbus, en la que aparecieron otras aspirantes a actrices como Bette Midler y Jaclyn Smith. El día de septiembre de ese mismo año se casó con el empresario austríaco Helmut Huber. El matrimonio tuvo dos hijos: Liza Huber, actriz de televisión conocida por representar el papel de Gwen Hotchkiss en el serial televisivo Passions, y Andreas Huber, un jugador de golf. Además, Lucci tiene dos nietas: Royce Alexander y Brendan Alexander, nacidas el 23 de diciembre de 2006 y el 16 de agosto de 2008, respectivamente. Ambas son hijas de Liza Huber.

## Carrera

### All My Children
El 5 de enero de 1970 se estrenó el primer capítulo del serial televisivo All My Children. Desde entonces, Lucci interpreta allí el papel de "Erica Kane"; es la única persona del reparto original que aún permanece en el programa.
La actriz fue nominada por primera vez al premio Daytime Emmy por mejor actriz de una serie de drama en 1978, premio que finalmente no ganó. Posteriormente consiguió ser candidata a este galardón en reiteradas ocasiones; finalmente lo ganó en 1999, luego de obtener su nominación número diecisiete. A 2010, Lucci mantiene el récord de tener el mayor número de nominaciones (21 en total) en la categoría de mejor actriz dramática, mientras que All my Children celebra su 40° aniversario; sigue emitiéndose en la cadena ABC, manteniéndose como una de las telenovelas de mayor audiencia de la televisión estadounidense.

### Telefilmes y teleseries
Al margen de su continuo trabajo en All My Children, Lucci participó en otras series y películas hechas para televisión. En 1982 actuó como "Paula" en un capítulo de la comedia de situación The Love Boat, serie ambientada en un barco que realizaba cruceros de lujo por diferentes lugares del mundo. Al año siguiente participó en otra telecomedia; esta vez interpretó a "Gina Edwards" en la serie La isla de la fantasía, en un episodio titulado "Queen of the Soaps", que en español significa "reina de las telenovelas".
En 1984 protagonizó junto a Robert Urich y Joanna Cassidy en el telefilme de suspenso Invitation to Hell, de Wes Craven, quien logró ser nominado al premio Emmy como mejor director de una miniserie o película hecha para televisión. En octubre de 1990 fue la anfitriona invitada de una emisión del programa humorístico Saturday Night Live, convirtiéndose en la primera actriz de telenovelas en hacerlo. Allí, también apareció realizando una parodia de "Erica Kane", su personaje en el serial televisivo All My Children. Después participó en la última temporada de la exitosa serie televisiva Dallas, donde desempeñó el papel de "Hillary Taylor", una antigua novia del personaje de Larry Hagman.
A comienzos de los años 1990, la cadena ABC lanzó al mercado vídeos que recopilaban algunas escenas de All My Children, titulados All My Children: Daytime's Greatest Weddings y All About Erica, en 1993 y 1994 respectivamente. Allí la actriz presentó cada uno de los segmentos incluidos en ellos, ya que varios la tenían como protagonista. Más tarde actuó en telefilmes de bajo impacto como Seduced and Betrayed de 1995 o Blood on Her Hands de 1998.
En 2004, Lucci apareció en dos episodios de la comedia de televisión Hope & Faith, serie protagonizada por Kelly Ripa, actriz con la que trabó una amistad durante los años en los que esta última formó parte del reparto de All My Children. Al año siguiente, actuó como la "Sta. Romano" en la serie de Disney Channel That's So Raven, protagonizada por Raven-Symoné, Kyle Massey, Anneliese van der Pol, Orlando Brown y Rondell Sheridan, en el capítulo titulado "The Big Buzz".

### Teatro
A finales de 1999, Lucci recibió una invitación para participar como invitada en la obra musical Annie Get Your Gun, que se llevó a cabo en un teatro del distrito de Broadway y que fue dirigida por Graciela Daniele.  Allí fue el reemplazo de vaciones de la actriz y cantante Bernadette Peters hasta comienzos del 2000.

### Bailando con las estrellas
En 2008, Lucci fue invitada para participar en la séptima temporada del programa de telerrealidad Dancing with the Stars, un concurso de baile de salón en la que compiten parejas formadas por personajes famosos acompañados de bailarínes profesionales. Según lo dicho por la propia actriz, ella había recibido la oferta de participar en el ciclo en las primeras temporadas.
Su iniciativa de aceptar la propuesta se concretó luego de que la coprotagonista de All My Children, Cameron Mathison, participara en la quinta edición del programa quedando posicionado en el puesto número cinco. Por su parte, Lucci fue eliminada en la séptima semana de competición, quedando posicionada junto a su pareja de baile (Tony Dovolani) en el sexto puesto.

## Filmografía
| Año            | Título                         | Papel                      | Notas |
| -------------- | ------------------------------ | -------------------------- | --- |
| 1970- presente | All My Children                | Erica Kane                 | - Ganó el premio Primetime Emmy a la mejor actriz de telenovela.                                                                                          |
| 1982           | The Love Boat                  | Paula                      | - Episodio: "The Audition/The Groupies/Doc's Nephew" |
| 1983           | La isla de la fantasía         | Gina Edwards               | - Episodio: "Queen of the Soaps" |
| 1984           | Invitation to Hell             | Jessica Jones              | |
| 1984           | The Fall Guy                   | Veronica Remy              | - Episodio: "Stranger Than Fiction". |
| 1986           | Mafia Princess                 | Antoinette Giancana        | |
| 1986           | Anastasia: The Mystery of Anna | Darya Romanoff             | |
| 1987           | Haunted by Her Past            | Karen Beckett              | |
| 1988           | Lady Mobster                   | Laurel Castle              | |
| 1990           | Saturday Night Live            | Ella misma                 | |
| 1990           | The Bride in Black             | Rose D'Amore               | |
| 1990           | Dallas                         | Hillary Taylor             | - Episodio: "Charade" - Episodio: "One Last Kiss" - Episodio: "Terminus" - Episodio: "Farewell, My Lovely" - Episodio: "Some Leave, Some Get Carried Out" |
| 1991           | The Woman Who Sinned           | Victoria Robeson           | |
| 1992           | Double Edge                    | Maggie Dutton/Carmen Moore | |
| 1993           | Between Love and Hate          | Vivian Conrad              | |
| 1994           | French Silk                    | Claire Laurent             | |
| 1995           | Ebbie                          | Elizabeth Scrooge          | |
| 1995           | Blood on Her Hands             | Isabelle Collins           | |
| 2004           | Hope & Faith                   | Jacqueline Karr            | - Episodio: "Daytime Emmys" |
| 2005           | That's So Raven                | Sta.Romano                 | - Episodio: "The Big Buzz " |
| 2013           | Devious Maids                  | Genevieve Delatour         | - Personaje regular |

## Premios

### Premios Daymetime Emmy
Los premios Daytime Emmy son uno de los premios Emmy presentados por la Academia de Artes y Ciencias de la Televisión (con base en Los Ángeles) y la Academia Nacional de Artes y Ciencias de la Televisión (con base en Nueva York) en reconocimiento a la excelencia en programación de televisión diurna estadounidense. Lucci recibió 21 nominaicos, pero solo lo ganó en 1999.
Ganadora

- 1999: Mejor actriz de una serie de drama (por All My Children)

Nominada

- 1978: Mejor actriz de una serie de drama (por All My Children)
- 1981: Mejor actriz de una serie de drama (por All My Children)
- 1982: Mejor actriz de una serie de drama (por All My Children)
- 1983: Mejor actriz de una serie de drama (por All My Children)
- 1984: Mejor actriz de una serie de drama (por All My Children)
- 1985: Mejor actriz de una serie de drama (por All My Children)
- 1986: Mejor actriz de una serie de drama (por All My Children)
- 1987: Mejor actriz de una serie de drama (por All My Children)
- 1988: Mejor actriz de una serie de drama (por All My Children)
- 1989: Mejor actriz de una serie de drama (por All My Children)
- 1990: Mejor actriz de una serie de drama (por All My Children)
- 1991: Mejor actriz de una serie de drama (por All My Children)
- 1992: Mejor actriz de una serie de drama (por All My Children)
- 1993: Mejor actriz de una serie de drama (por All My Children)
- 1995: Mejor actriz de una serie de drama (por All My Children)
- 1996: Mejor actriz de una serie de drama (por All My Children)
- 1997: Mejor actriz de una serie de drama (por All My Children)
- 1998: Mejor actriz de una serie de drama (por All My Children)
- 2001: Mejor actriz de una serie de drama (por All My Children)
- 2002: Mejor actriz de una serie de drama (por All My Children)

### Premios People's Choice
Los Premios People's Choice son unos premios que mediante la votación popular reconoce a profesionales de los campos del cine, la televisión y la música. Fueron creados en 1970 por la productora Procter & Gamble y desde entonces son emitidos por la cadena estadounidense ABC. La elección de los ganadores se compone de dos tandas de votación. Primero se escogen a los nominados de entre una lista ya propuesta y de la que salen los cinco finalistas. En la segunda tanda de votaciones se selecciona al ganador que será anunciado en la gala de premios a principios de enero. Lucci ganó este premio solo una vez.
Ganadora

- 1992: Actriz favorita de un serial televisivo diurno (por All My Children)